# Фомина, Татьяна Владимировна
Татья́на Влади́мировна Фомина́ (эст. Tatjana Fomina; род. 26 апреля 1954, Таллин) — эстонская шахматистка, гроссмейстер среди женщин (2014). Юрист.
Чемпионка СССР среди девушек (1971), Эстонской ССР (1977, 1978 и 1983), сельского спортивного общества (1979). Участница 9 чемпионатов СССР; лучший результат: 1975 — 2—3-е места. Лучшие результаты в международных соревнованиях: Стокгольм (1976) — 1-е; Пловдив (1977) — 3-е места. 
В составе сборной Эстонии участница 7-и Олимпиад (1992—2002, 2010) и 2-х командных чемпионатов Европы (1992 и 2007).

## Изменения рейтинга
| Графики недоступны из-за технических проблем. См. информацию на Фабрикаторе и на mediawiki.org. |

## Награды
- Орден Белой звезды 5-го класса (5 февраля 2025 года)[2]